# بركة (مياه)

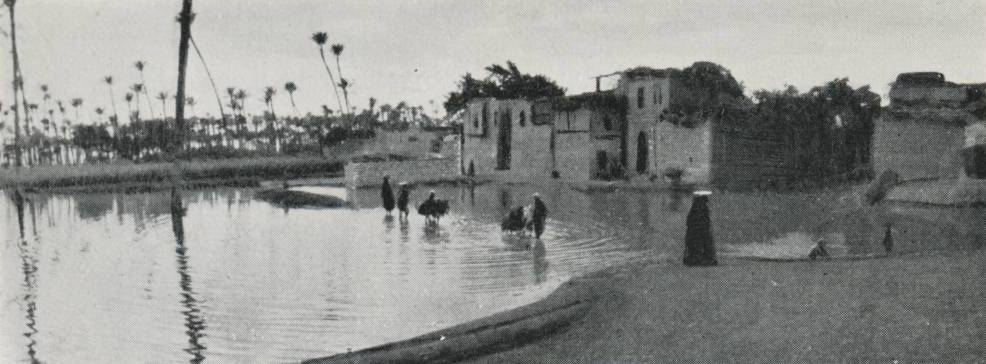
بركة في قرية مصرية 1906م

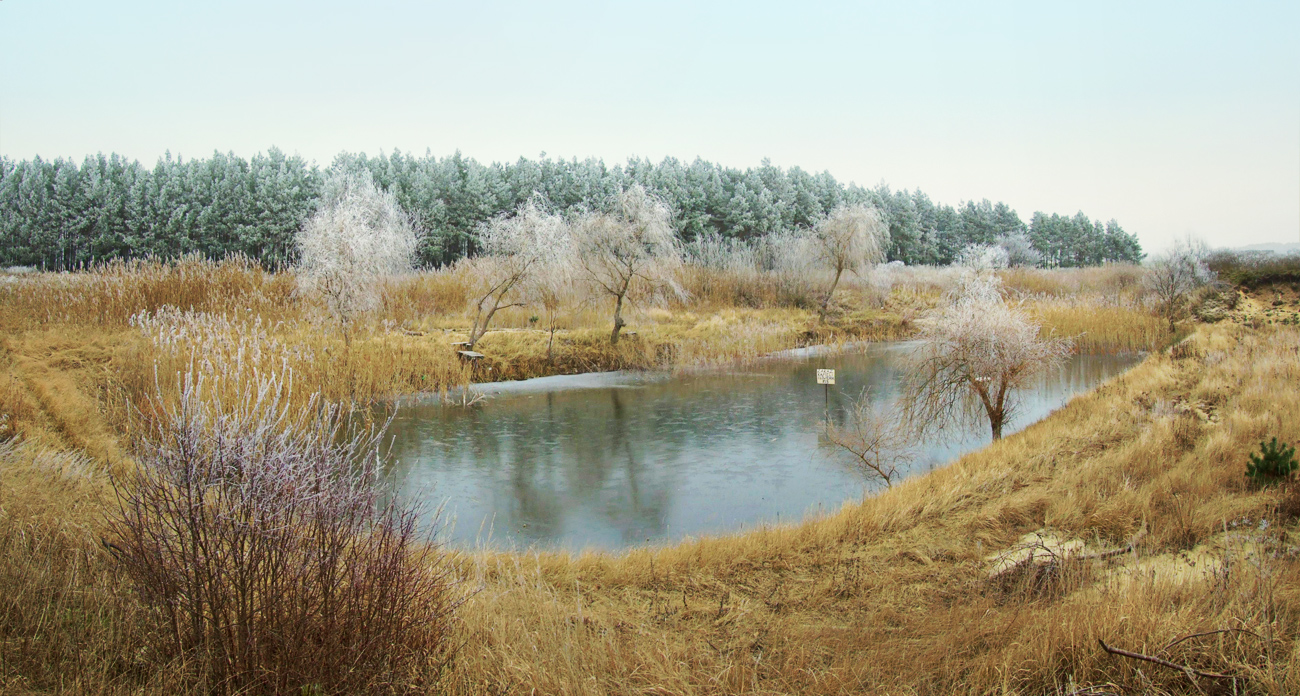
بركة تشكلت طبيعيا,بولندا

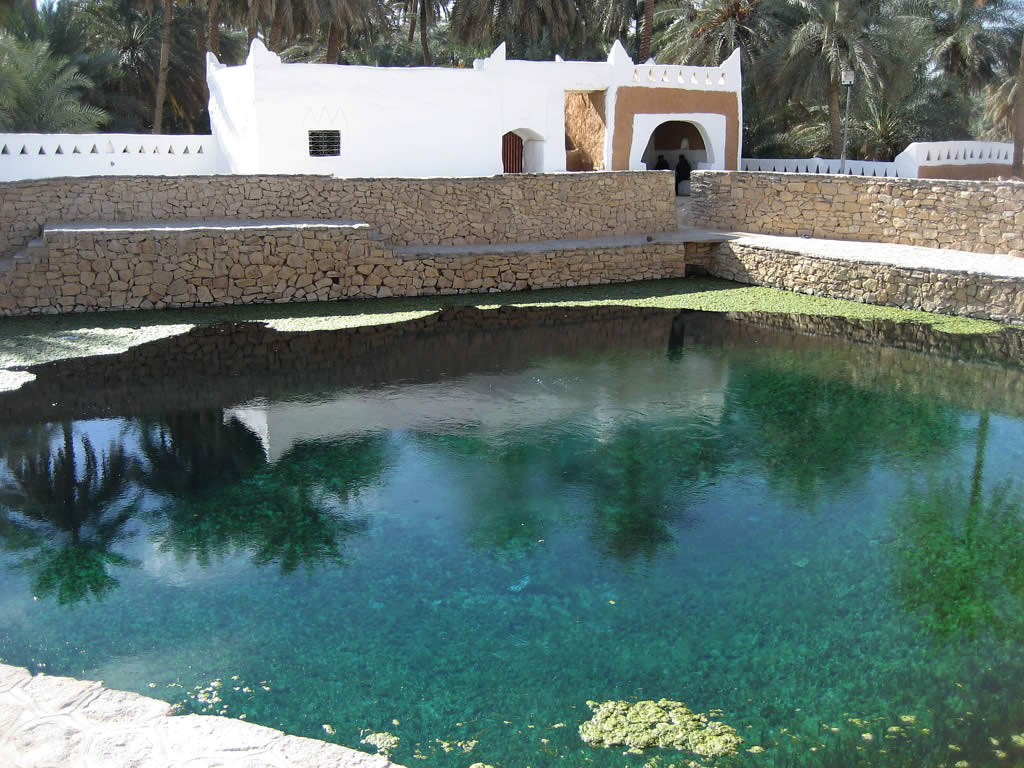
بركة اصطناعية في واحة غدامس - ليبيا.

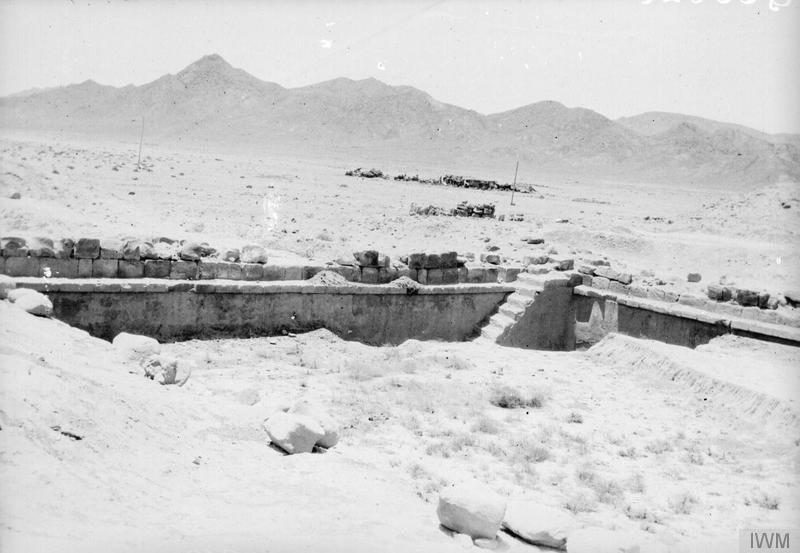

البِركة أو الغدير مسطح مائي صغير يكون عادة ضحلًا إلى حدٍّ يسمح بوصول أشعة الشمس إلى قاعها. وتُمكن أشعة الشمس النباتات الجذرية من النمو عبر قاع البركة من شاطئ إلى شاطئ آخر. وقد تتشكل البرك نتيجة ظروف طبيعية أو بفعل الإنسان ومنه فهي جزء من الملك العام إذا كانت المياه مالحة ومتصلة مع البحر.
أما برك الافراد فهي خاضعة لقوانين الملكية والصحة العامة، وهي تنتمي إلى مالك الأرضية المتواجدة بها هذه البرك.
وتساعد العديد من العمليات الطبيعية في المحافظة على البرك والإبقاء عليها. فالفيضانات وحركة الثلوج، على سبيل المثال، قد تعمقان البرك. ومن جهة أخرى يمكن أن تُلحق أوجه النشاط الإنساني ضررًا بليغًا بالبرك. وكمثال، فإن طبيعة البركة قد تتدهور بسرعة عندما يُلقي فيها الناس النفايات والمخلفات الأخرى.

## الحياة في البركة

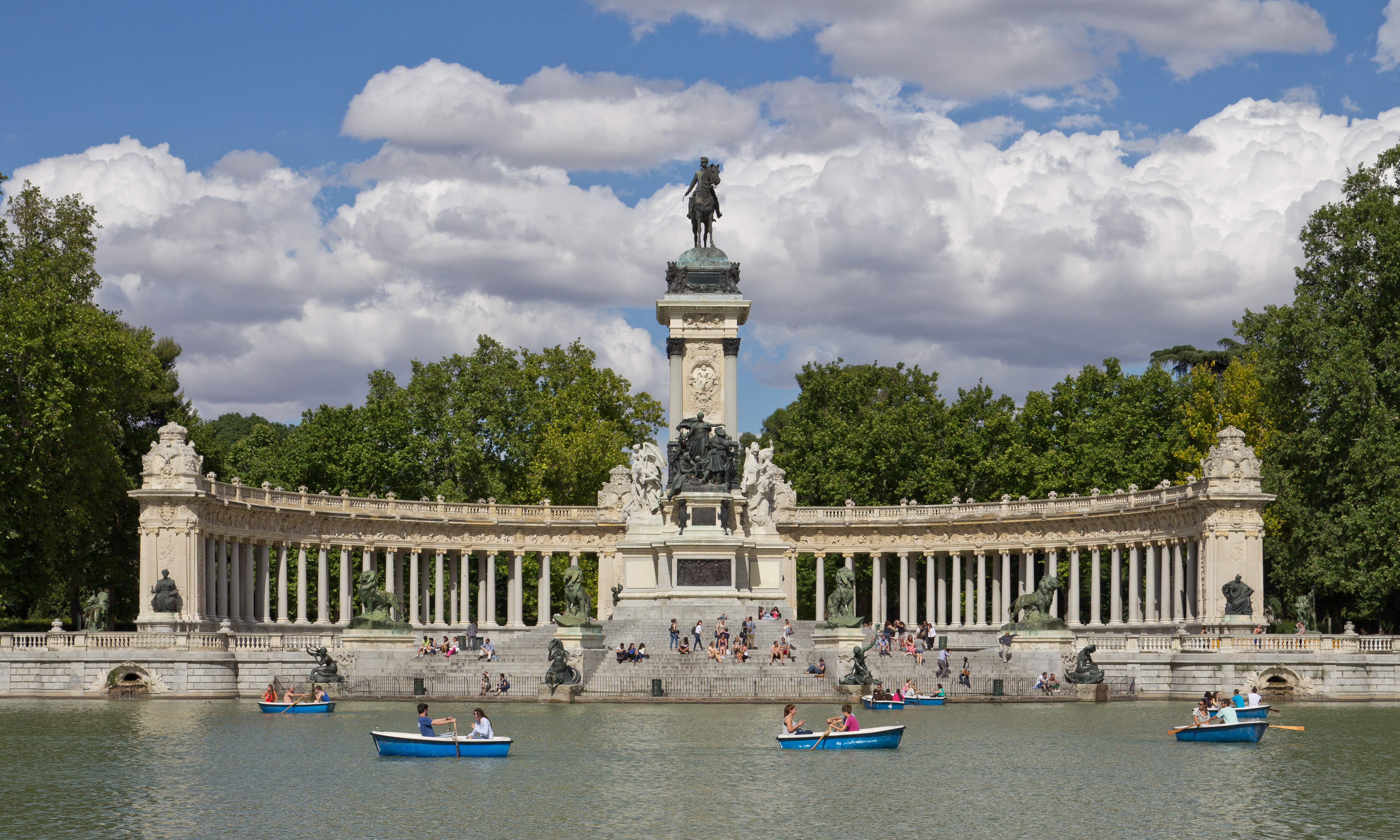
بركة حديقة ال رتيرو، مدريد

تتوقف الحياة النباتية والحيوانية التي توجد في البركة إلى حدٍّ كبير على نوع تربة البركة ونوع الماء وموقع البركة. فالبرك الاستوائية بها أنواعٌ حيوانية ونباتية تختلف عن الأنواع في برك الدائرة القطبية الشمالية أو الجبال أو السهول.
وتخضع البرك دائمًا إلى تغيرات سنوية وأخرى بعيدة المدى. وعادة ما يرتفع منسوب المياه وينخفض نتيجة هطول الأمطار. وبتغير منسوب الماء فإن أنواع النباتات وأعدادها التي تنمو يتغيران أيضًا. وبتغير أنواع النباتات وأعدادها فإن بعض أنواع الحيوانات قد تكثر أعدادها بينما قد تتقلص أعداد الحيوانات الأخرى.
وتحتوي البرك في العديد من المناطق على أنواعٍ كثيرة من الحياة النباتية والحيوانية نتيجة حمل الرياح للبيض والبذور والكائنات الدقيقة إليها حيث تنمو مكونةً العديد من أشكال الحياة. وتضم حيوانات البرك الطيور وجراد البحر والضفادع والحشرات. وفي العديد من البرك نباتات جذرية إما أنْ تنمو بأكملها تحت الماء أو لديها أجزاءٌ تمتد فوق سطحه، بينما تطفو النباتات الورقية على السطح. وبالإضافة إلى ذلك تنمو حيوانات ونباتات مجهرية بكثرة في البرك.

## استعمالاتها
استعملت البرك - نظرا لصغر حجمها وعمقها - من طرف الإنسان لعدة أغراض منها:
- كأحواض تربية وتكاثر الاسماك.
- تبنى البرك في المزارع للتحكم في الفيضانات.
- لأغراض ترويحية فقد تبني في حدائق الحيوانات أو مدن الملاهي وحتى داخل القصور.
- تبنى البرك للمحافظة على احتياطي من الماء.

## أنواع البرك
أهم أنواع البرك الطبيعية :
- البرك الألبية.
- البرك المستنقعية.
- البرك التي تكونت بالجليد.
- برك المروج النهرية.
- البرك النهرية.
- البرك الثقبية.
- برك التندرا.